# Pseudopoda prompta
Pseudopoda prompta är en spindelart som först beskrevs av O. Pickard-Cambridge 1885.  Pseudopoda prompta ingår i släktet Pseudopoda och familjen jättekrabbspindlar. Inga underarter finns listade i Catalogue of Life.